# Miniatura ottomana

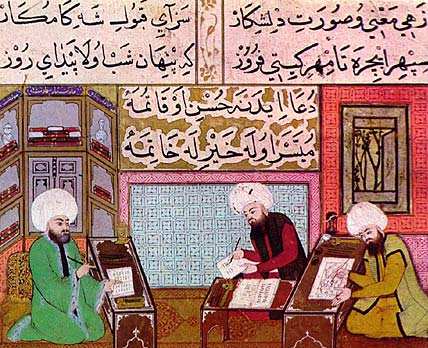
Miniaturisti ottomani al lavoro in un Nakkashanes.

La Miniatura ottomana, anche Miniatura turca (taswir o nakish in lingua turca - da cui la parola "Nakkashanes" per indicare la bottega dei miniaturisti) fu una manifestazione molto importante dell'arte dell'Impero ottomano e costituisce solo una delle specifiche forme d'arte che concorrevano, a Costantinopoli come negli altri grandi centri culturali osmanidi, alla creazione di libri di pregevolissima fattura: ossia la c.d. "illuminazione" (tezhip), la calligrafia (hat), la marmorizzazione (ebru) e la legatura (cilt).
Le miniature ottomane erano solitamente non firmate, sia per il "rifiuto dell'individualismo" sia perché erano il prodotto di un lavoro a catena: il maestro disegnava la composizione della scena ed i suoi apprendisti disegnavano i contorni (i c.d. tahrir) con inchiostro nero o colorato, dopodiché coloravano la miniatura senza creare un'illusione di terza dimensione. Il maestro miniaturista e, molto più spesso, il calligrafo che scriveva il testo, potevano comunque essere espressamente menzionati nell'opera o addirittura raffigurati in una o più miniature. La comprensione della prospettiva era diversa da quella della vicina tradizione pittorica rinascimentale europea e la scena raffigurata spesso includeva diversi periodi e spazi in un'immagine. Le miniature seguirono attentamente il contesto del libro in cui erano incluse, operando come illustrazioni piuttosto che come opere d'arte indipendenti com'era invece tipico nella miniatura occidentale medievale.

Anche la visione del mondo della miniatura ottomana era diversa da quella della tradizione rinascimentale europea. I pittori non miravano a descrivere realisticamente gli esseri umani e gli altri esseri, viventi o non viventi, seppur un crescente realismo (dovuto ad influenze artistiche europee) si riscontra a partire dal XVI secolo. Come nella filosofia di Platone, la tradizione ottomana tende a respingere la mimesi, perché secondo la visione del mondo del sufismo (una forma mistica dell'Islam diffusa a livello popolare dell'Impero ottomano), l'aspetto "mondano" delle creature è un'illusione che non merita attenzione. Gli artisti ottomani hanno accennato a una realtà infinita e trascendente (che è Allah, secondo il punto di vista panteistico del Sufismo) con i loro dipinti, con conseguente raffigurazione stilizzata e astratta.
Stilisticamente, la miniatura ottomana deriva dalla miniatura persiana e risente dell'influenza della miniatura cinese.
I colori della miniatura erano ottenuti da pigmenti di polvere macinati e mescolati con uovo bianco e, in seguito, con la gomma diluita arabica. I colori prodotti erano vivaci. Colori contrastanti venivano utilizzati fianco a fianco con colori caldi. I colori più utilizzati nelle miniature ottomane erano rosso, scarlatto, verde e diverse tonalità di azzurro, tutti molto brillanti.

## Storia

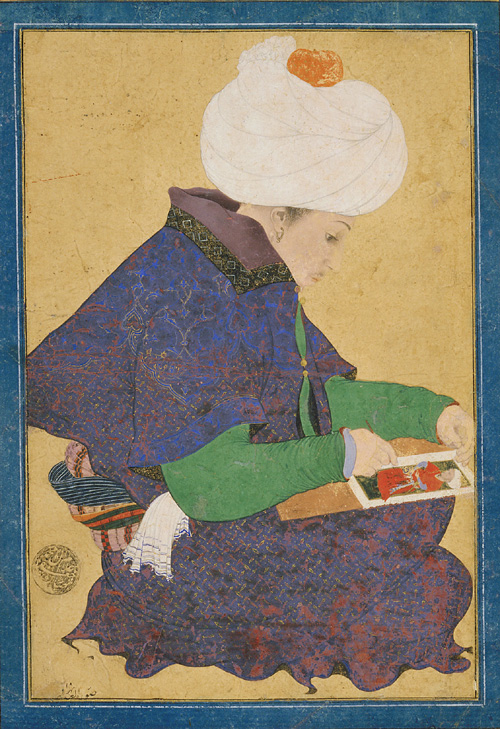
Ritratto di un miniaturista del tempo di Maometto II.

Il sultano ottomano Maometto II ordinò la creazione di una bottega nota come Nakkashane-i Rum all'interno del Palazzo di Topkapı, la nuova residenza dinastica osmanide da lui fatta erigere negli Anni '60 del XV secolo sul promontorio che domina la parte europea di Istanbul. La Nakkashane-i Rum fungeva sia da bottega per la produzione di manoscritti illustrati destinati all'utenza sultanale (o comunque cortigiana) sia da accademia per la formazione di miniaturisti.

## Galleria d'immagini

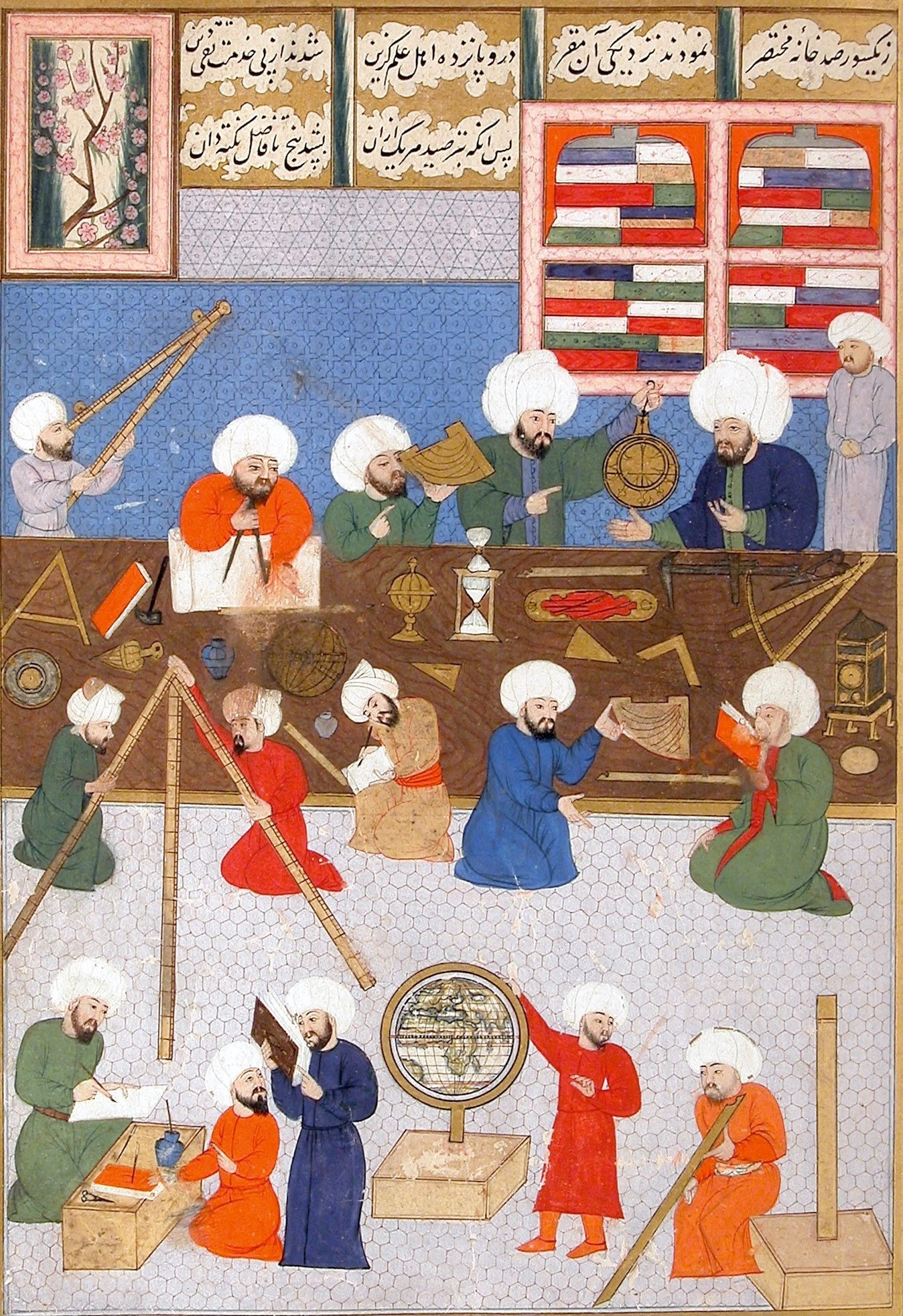
Astronomi ottomani
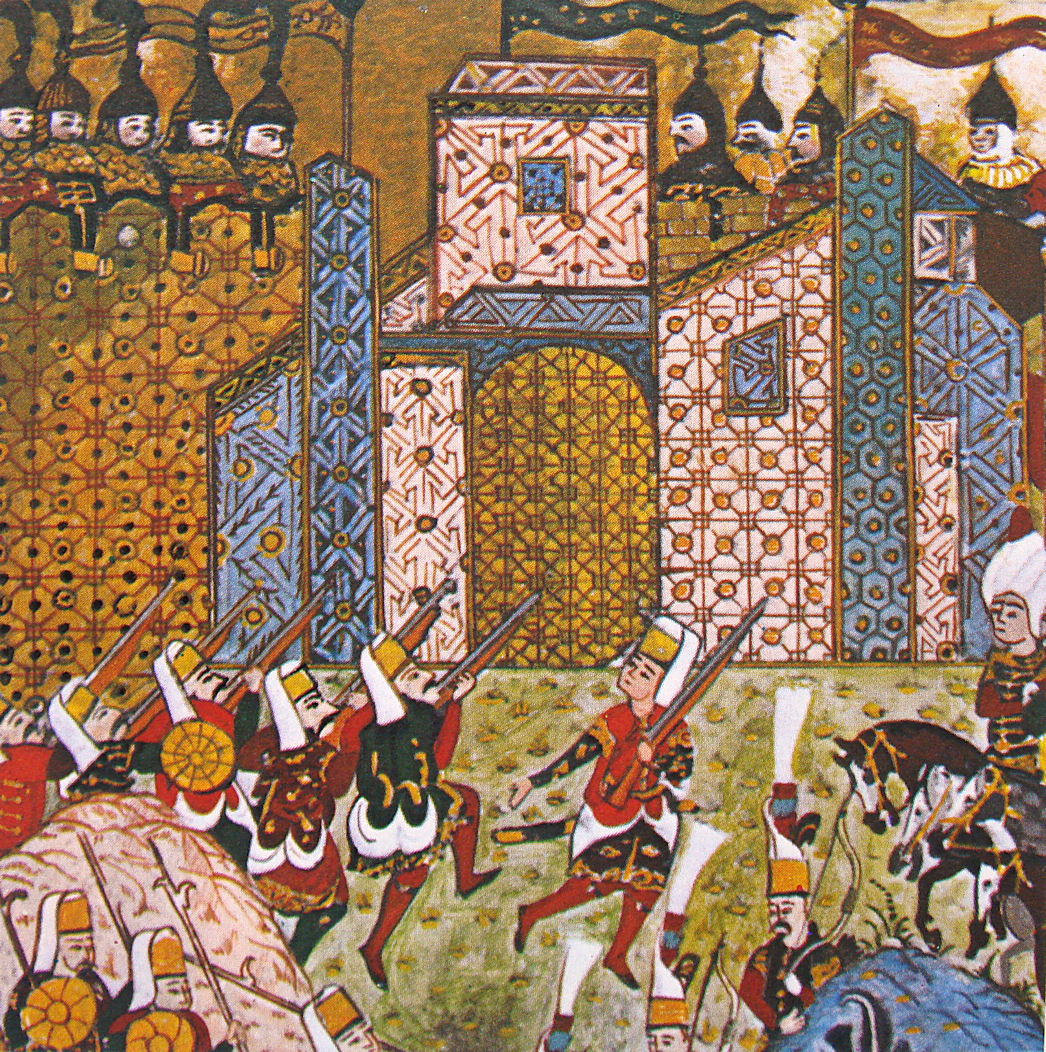
Battaglia tra Giannizzeri e Cavalieri di Rodi